# Carl Brandt

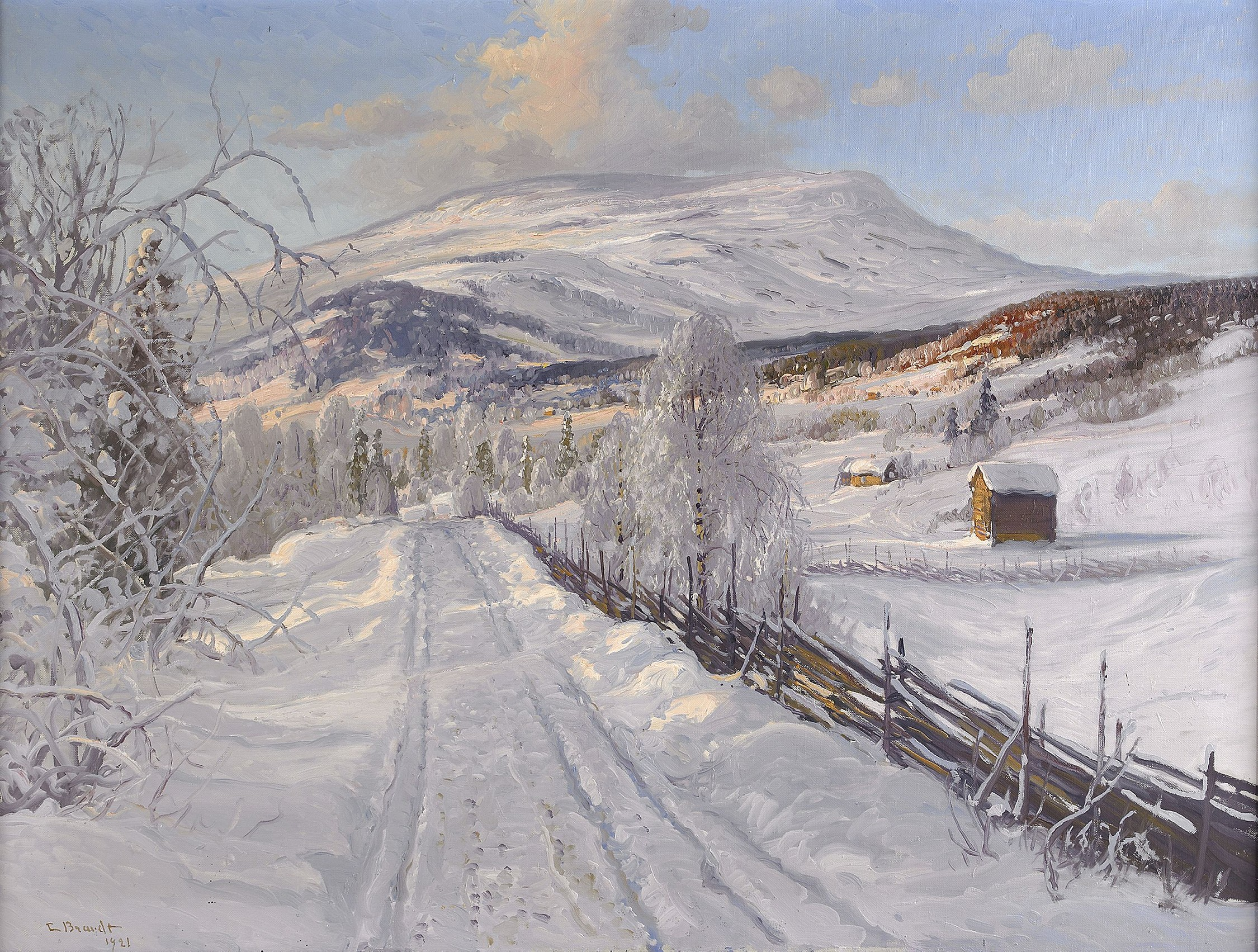
Norrländskt vinterlandskap med Åreskutan i fonden (1921) av Carl Brandt

Carl August Brandt, ursprungligen Svensson, född 14 februari 1871 i Locketorp, Västergötland, död 13 februari 1930 i Stockholm, var en svensk konstnär. 
Carl Brandt målade landskapsmotiv, oftast i pastell, men han har även gjort oljemålningar. Han var i all sin produktion genomgående en romantisk landskapsmålare. Det var både sommar- och vintermotiv med röda stugor bland höga slanka tallar vid en insjö, det var kustmotiv med klippor och skär och det var fjällmotiv. Ofta visade han solnedgångar med orangefärgad himmel. 

## Biografi
Brandt var son till skräddaren Gustaf Svensson från Örebro och hans fru Anna Larsdotter från Kumla. Familjen bodde en kort tid i Närkes Kil, men var från 1872 kyrkobokförda i Örebro.
Brandt fick tidigt ta hand om sig själv och redan som tonåring var han målarlärling. Som 18-åring skaffade han en verkstad vid Vasatorget i Örebro och försörjde sig där som hantverksmålare, men han hade också börjat måla akvareller och pasteller som gav extra inkomster. Omkring 1890 tog han artistnamnet Carl Brandt, som sedan följde honom i kyrkböckerna hela livet.
År 1894 gifte han gifte sig med den två år äldre Ida Rudbeck av adlig familj. Makarna flyttade till Törebodatrakten 1899 och till Filipstad 1901. Carl Brandt var nu en populär landskapsmålare och utförde bl.a. väggmålningar i olja i Stora Hotellets matsal i Örebro ca 1900. De förstördes senare av en brand. 
Paret bodde i Filipstad i nästan nio år och Carl Brandt var mycket produktiv som konstnär. Han arbetade i pastell, akvarell och olja. Han anlitades också från 1904 av flera vykortsförlag som vykortskonstnär. Vykortsskrivandet hade under några år ökat enormt och han åstadkom under sitt liv mer än 200 motiv på vykort i olika format. 
Hustrun Ida avled 1910 och Carl Brandt flyttade från Filipstad till Stockholm. I Stockholm träffade han en elva år yngre dam, kassörskan Axelina Karlsson-Söderberg. De gifte sig i slutet av 1910 och 1912 flyttade de från Stockholm till Riddersvik, nuvarande Hässelby Villastad.  Från 1924 bebodde de en av glaskonstnären Simon Gate ritad villa med stor trädgård. Den ansågs vara den vackraste villan i Hässelby. Carl Brandt var road av Hässelbys försköning och trivsel och deltog i många lokala aktiviteter. Han utförde 1924 en stor tavla med vintermotiv som täcker stor del av en vägg i Hässelby Villastads biograflokal och ännu finns kvar. Brandt är representerad vid bland annat Örebro läns museum.
Carl Brandt avled av en gallstenssjukdom. Han begravdes på Norra begravningsplatsen utanför Stockholm, men gravstenen är numera borttagen. Änkan sålde huset i Hässelby och flyttade efter ett par år till Landskrona.